# Francis Seymour-Conway, I marchese di Hertford
Francis Seymour-Conway, I marchese di Hertford (Londra, 5 luglio 1718 – 14 giugno 1794), è stato un nobile e politico britannico.

## Biografia
Era il figlio di Francis Seymour-Conway, I barone di Conway, e di sua moglie, Charlotte Shorter. Era un discendente di Edward Seymour, I duca di Somerset. Studiò a Eton College.
Succedette alla baronia nel 1732. I primi anni, dopo la morte di suo padre, li trascorse in Italia e a Parigi.

## Carriera politica
Nel mese di agosto 1750 venne creato visconte Beauchamp e conte di Hertford. Dal 1751 al 1766 è stato lord of the Bedchamber di Giorgio II e Giorgio III. Nel 1756 è stato nominato cavaliere della Giarrettiera e, nel 1757, lord luogotenente di Warwick e di Coventry.
Nel 1763 divenne consigliere e, da ottobre 1763 a giugno 1765 ambasciatore a Parigi. Fu testimone degli ultimi mesi di madame de Pompadour. Nell'autunno del 1765 divenne viceré d'Irlanda, dove, come uomo onesto e religioso, era ben voluto.

## Matrimonio

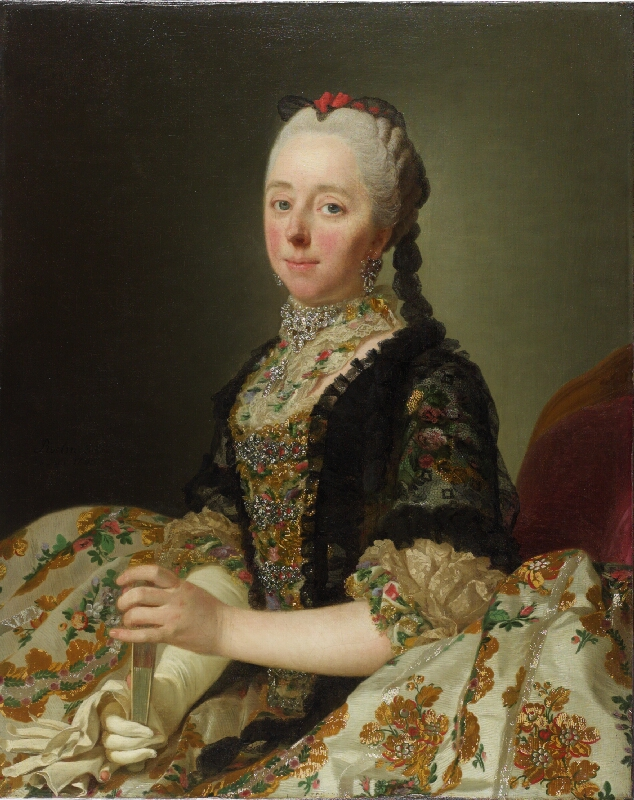
Lady Isabella, contessa di Hertford, di Alexander Roslin, 1765.

Sposò, il 29 maggio 1741, lady Isabella Fitzroy, figlia di Charles FitzRoy, II duca di Grafton. Ebbero tredici figli:
- Francis Seymour-Conway, II marchese di Hertford (12 febbraio 1743-28 giugno 1822);
- Lady Anne Seymour-Conway (1º agosto, 1744-4 novembre 1784), sposò Charles Moore, I marchese di Drogheda, ebbero nove figli;
- Lord Henry Seymour-Conway (15 dicembre 1746-5 febbraio 1830);
- Lady Sarah Frances Seymour-Conway (27 settembre 1747-20 luglio 1770), sposò Robert Stewart, I marchese di Londonderry, ebbero un figlio;
- Lord Robert Seymour-Conway (20 gennaio 1748-23 novembre 1831), sposò in prime nozze Anne Delme, ebbero cinque figli, sposò in seconde nozze Clarissa Chetwynd, non ebbero figli;
- Lady Gertrude Seymour-Conway (9 ottobre 1750-29 maggio 1782), sposò George Mason-Villiers, II conte di Grandison, ebbero una figlia;
- Lady Frances Seymour-Conway (4 dicembre 1751-11 novembre 1820), sposò Fiennes Henry Pelham-Clinton, conte di Lincoln, ebbero due figli;
- Lord Edward Seymour-Conway (1752-1785);
- Lady Elizabeth Seymour-Conway (1754-1825) sposò Luiggi Giafferi, primo ministro del regno di Corsica (1736);
- Lady Isabella Rachel Seymour-Conway (25 dicembre 1755-1825), sposò George Hatton, ebbero due figli;
- Lord Hugh Seymour (29 aprile 1759-11 settembre 1801), sposò lady Anne Horatia Waldegrave, ebbero sei figli;
- Lord William Seymour-Conway (29 aprile 1759-31 gennaio 1837), sposò Martha Clitherow, ebbero due figli;
- Lord George Seymour-Conway (21 luglio 1763-10 marzo 1848), sposò Isabella Hamilton, ebbero tre figli.

## Ultimi anni e morte
Nel 1782 morì sua moglie. Nel luglio del 1793 fu creato marchese di Hertford. Morì il 14 giugno 1794 a causa di una infezione. Fu sepolto ad Arrow, nel Warwickshire.